# Most na Warcie w Gorzowie Wielkopolskim
Most na Warcie w Gorzowie Wielkopolskim, Most Wieprzycki – dwujezdniowy łukowy most drogowy przez Wartę w Gorzowie Wielkopolskim – w dzielnicy Wieprzyce, wzdłuż drogi ekspresowej S3 na odcinku zachodniej obwodnicy Gorzowa Wielkopolskiego. Wybudowany przez konsorcjum firm: Strabag Sp. z o.o. i Hermann Kirchner Polska Sp. z o.o. w latach 2006–2007. Koszt budowy mostu wraz z zachodnią obwodnicą miasta wyniósł 183,3 mln zł.